# Droga krajowa nr 52 (Polska)
Droga krajowa nr 52 (DK52) – droga krajowa klasy GP oraz klasy S o długości ok. 74 km, leżąca na obszarze województw śląskiego i małopolskiego. Trasa ta składa się z dwóch niepołączonych ze sobą fragmentów. Pierwszy łączy Cieszyn poprzez Bielsko-Białą z Głogoczowem. Drugi z nich stanowi północno-zachodnią obwodnicę Krakowa.
W przyszłości na odcinku Bielsko-Biała – Głogoczów droga ta ma mieć dwie jezdnie po dwa pasy ruchu w każdą stronę i biec w dużej części nowym śladem, tworząc równocześnie obwodnice większych miejscowości na trasie. W dniu 4 sierpnia 2016 fragmentem drogi krajowej nr 52 (drogi ekspresowej S52) stał się odcinek drogi ekspresowej Cieszyn – Bielsko-Biała oznaczony uprzednio jako droga ekspresowa S1.

## Historia numeracji
Na przestrzeni lat trasa posiadała różne oznaczenia i kategorie:

| Numer | Numer    | Kategoria                                           | Przebieg | Lata obowiązywania     | Źródło | Uwagi                                                                                                  |
| ----- | -------- | --------------------------------------------------- | --- | ---------------------- | --- | --- |
| 13/18 | 13/18    | droga państwowa                                     | granica z Czechosłowacją – Toszanowice – Cieszyn – Skoczów – Bielsko – Biała – Wadowice – Kraków                                         | ? – 1952               | Mapa samochodowa Polski (stan dróg) 1:1 000 , Warszawa 1939–1940. Brak numerów stron w książce | odnoga drogi państwowej nr 13                                                                          |
| E7    | E7       | droga międzynarodowa                                | granica z Czechosłowacją – Cieszyn – Skoczów – Bielsko-Biała – Porąbka – Kęty – Andrychów – Wadowice – Kalwaria Zebrzydowska – Głogoczów | 1952 – 1985            | - Mapa samochodowa Polski 1:1 000 , Warszawa: Państwowe Przedsiębiorstwo Wydawnictw Kartograficznych, 1962. Brak numerów stron w książce - Atlas samochodowy Polski 1:500 000. Wyd. IV. Warszawa: Państwowe Przedsiębiorstwo Wydawnictw Kartograficznych, 1965. Brak numerów stron w książce - Samochodowy atlas Polski 1:500 000. Wyd. V. Warszawa: Państwowe Przedsiębiorstwo Wydawnictw Kartograficznych, 1979. ISBN 83-7000-017-7. Brak numerów stron w książce - Samochodowy atlas Polski 1:500 000. Wyd. IX. Warszawa: Państwowe Przedsiębiorstwo Wydawnictw Kartograficznych, 1985. Brak numerów stron w książce                              | • brak danych o numeracji krajowej • w atlasie samochodowym z 1965 r. oznaczana jako droga drugorzędna |
| 1     | E75 E462 | • droga krajowa: od 1 X 1985 • droga międzynarodowa | granica państwa – Cieszyn – Skoczów – Bielsko-Biała                                                                                      | • krajowy: 1986 – 2016 | - Uchwała nr 192 Rady Ministrów z dnia 2 grudnia 1985 r. w sprawie zaliczenia dróg do kategorii dróg krajowych (M.P. z 1986 r. nr 3, poz. 16) - Mapa samochodowa Polski 1:700 000, wyd. 1, Szczecin: Wydawnictwo Kartograficzne KOMPAS, 1996–1997, ISBN 83-904373-2-5. Brak numerów stron w książce - Mapa samochodowa Polski 1:700 000, wyd. II zmienione i poprawione, Szczecin: Wydawnictwo Kartograficzne KOMPAS, 1997–1998, ISBN 83-904373-3-3. Brak numerów stron w książce - Rozporządzenie Rady Ministrów z dnia 19 maja 2016 r. zmieniające rozporządzenie w sprawie sieci autostrad i dróg ekspresowych (Dz.U. z 2016 r. poz. 784)         | |
| 96    | E462     | • droga krajowa: od 1 X 1985 • droga międzynarodowa | Bielsko-Biała – Kęty – Wadowice – Głogoczów                                                                                              | 1986 – 2000            | - Uchwała nr 192 Rady Ministrów z dnia 2 grudnia 1985 r. w sprawie zaliczenia dróg do kategorii dróg krajowych (M.P. z 1986 r. nr 3, poz. 16) - Mapa samochodowa Polski 1:700 000, wyd. 1, Szczecin: Wydawnictwo Kartograficzne KOMPAS, 1996–1997, ISBN 83-904373-2-5. Brak numerów stron w książce - Mapa samochodowa Polski 1:700 000, wyd. II zmienione i poprawione, Szczecin: Wydawnictwo Kartograficzne KOMPAS, 1997–1998, ISBN 83-904373-3-3. Brak numerów stron w książce | |
| 52    | 52       | droga krajowa                                       | Bielsko-Biała – Kęty – Wadowice – Głogoczów                                                                                              | od 2000                | - Zarządzenie nr 6 Generalnego Dyrektora Dróg Publicznych z dnia 9 maja 2000 r. w sprawie nowych numerów dróg krajowych [online], Rzeczpospolita, 4 lipca 2000. - Polska: mapa samochodowa z podziałem administracyjnym 1:700 000, wyd. XII Zmienione, poprawione i uaktualnione, Szczecin: Wydawnictwo Kartograficzne KOMPAS, 2004–2005, ISBN 83-904373-7-6. Brak numerów stron w książce - Polska 2016: mapa samochodowa 1:700 000, Dom Wydawniczy PWN, 2016, ISBN 978-83-7705-942-5. Brak numerów stron w książce - Polska 2020/2021: mapa samochodowa 1:700 000, Warszawa: Grupa PWN, 2020, ISBN 978-83-65808-36-3. Brak numerów stron w książce | odcinek nie leży w ciągu E462                                                                          |

## Dopuszczalny nacisk na oś
Od 13 marca 2021 roku na całej długości drogi dozwolony jest ruch pojazdów o nacisku pojedynczej osi napędowej do 11,5 tony z wyjątkiem określonych miejsc oznaczonych znakiem zakazu B-19.

### Do 13 marca 2021 r.
Wcześniej droga krajowa nr 52 była objęta ograniczeniami dopuszczalnego nacisku pojedynczej osi:
| Znak | Dopuszczalny nacisk | Odcinek |
| ---- | ------------------- | --- |
| DK52 | do 11,5 tony        | - granica państwa – Cieszyn – Skoczów – Bielsko-Biała ( węzeł „Bielsko-Biała Mikuszowice”) - Kraków (węzeł „Balice I”) – Modlniczka |
| DK52 | do 10 ton           | Bielsko-Biała ( węzeł „Bielsko-Biała Mikuszowice”) – Kęty – Wadowice – Głogoczów ()                                                 |

## Ważniejsze miejscowości leżące na trasie DK52
- Cieszyn (DW938)
- Skoczów (DK81)
- Bielsko-Biała (S1) (DK1)
- Kobiernice (DW948)
- Kęty (DW948)
- Andrychów (DW781)
- Wadowice (DK28)
- Kalwaria Zebrzydowska (DW953)
- Biertowice (DW956)
- Głogoczów (DK7)
- Mogilany (DK7)
- Kraków (A4, DK7)